# Glänzender Zwergbuntbarsch
Der Glänzende Zwergbuntbarsch (Nannacara anomala) ist ein relativ friedlicher, bis neun Zentimeter großer, südamerikanischer Fisch aus Guyana und gehört zur Familie der Buntbarsche.

## Merkmale
Die Weibchen und die Männchen haben zwei parallele schwarze Längsstreifen, wobei der in der Körpermitte gelegene dunkler ist als der an der Rückenflosse. Zwischen den Streifen ist die Farbe weiß bis hellgelb. Das Weibchen erscheint häufig in einem hell bis dunkelbraunen Farbton. Die dominierenden Männchen hingegen sind anders gefärbt und glänzen in grün-bläulichen Farben. Die Längsstreifen sind nur gering ausgeprägt. Am Rücken ist ein breiter brauner Streifen. Die Männchen sind mit ca. 9 cm deutlich größer als die Weibchen, die nur etwa 5 bis 6 cm erreichen. An der Größe kann man auch die Männchen von den Weibchen unterscheiden. Sofern man das Alter der Fische nicht kennt, kann man die Geschlechter daran unterscheiden, dass die Männchen eine hohe gerundete Stirn haben.

## Aquaristik

### Haltung und Pflege
Dunkel eingerichtete Aquarien von mindestens 80 cm Länge mit vielen Pflanzen und Versteckmöglichkeiten sind für ein Paar dieser Art genau richtig. Für ein Männchen und mehrere Weibchen sollte das Becken entsprechend größer gewählt werden. Die Fische halten sich meist in Bodennähe auf.
Auf organische Wasserverunreinigung reagieren besonders die Männchen häufig mit bakteriellen Infektionen, was sich meist durch Hervorquellen der Augen und baldigem Tod äußert. Ein wöchentlicher Teilwasserwechsel von 25 % ist daher anzuraten. In diesem Fall überdauert dieser farblich ansprechende Fisch mit seinem interessanten Brutpflegeverhalten im Aquarium auch Zeiträume von mehr als drei Jahren.
Die Fütterung mit handelsüblichen Trocken- und Frostfuttersorten ist möglich, jedoch sollte der Speiseplan abwechslungsreich gestaltet werden. Lebendfutter wie zum Beispiel schwarze oder rote Mückenlarven, Tubifex sowie Cyclops und Daphnien werden gerne gejagt und gefressen.
Außerhalb der Laichzeit verhält sich diese Art gegenüber anderen Beckeninsassen in der Regel ausgesprochen friedlich. Während der Laichzeit besetzen die Weibchen ein Revier von ca. 30 × 30 cm Bodenfläche, das auch gegen größere Beifische aggressiv verteidigt wird. Die Verteidigung des Außenreviers durch die Männchen fällt hingegen etwas halbherziger aus.
Vergesellschaftungstipp: Ruhige Oberflächenbewohner aus Südamerika. Bei der gemeinsamen Haltung mit zu kleinen Beifischen werden diese von den größeren und kräftigeren Nannacara-Männchen nicht selten als potenzielles Lebendfutter angesehen. Selbst halbwüchsige Guppymännchen werden bei zu wenig Rückzugsmöglichkeiten vertilgt.

### Zucht
Die Zucht dieses Versteckbrüters ist nicht sonderlich schwer. Das Weibchen laicht meist an versteckten Plätzen im Aquarium oder in Höhlen und verteidigt die nähere Umgebung des Geleges trotz seiner geringen Körpergröße auch gegen bedeutend größere Fische aufopferungsvoll. In ausreichend großen Aquarien übernimmt das Männchen die Bewachung und Verteidigung des Außenreviers und darf sich der Brut nur eingeschränkt nähern. In zu kleinen Aquarien attackiert das Weibchen auch das Männchen meist heftig und verletzt es häufig schwer. In diesem Fall sollte das Männchen frühzeitig herausgefangen und in ein anderes Becken umgesetzt werden.
Der Schlupf erfolgt je nach Wassertemperatur nach etwa 36 bis 48 Stunden. Die Larven werden vom Weibchen mehrfach in gut vorbereitete Verstecke umgebettet. Nach ca. einer Woche schwimmen die Jungfische frei und sollten mit frisch geschlüpften Artemia-Nauplien angefüttert werden. Staubfutter kann auch verwendet werden, wirkt sich aber zumeist negativ auf das Aufzuchtergebnis aus, sodass die Fische meist nicht groß gezogen werden. Die Fische wachsen zügig und können nach etwa sechs Wochen mit kleineren Sorten von Frost- und Lebendfutter weiter aufgezogen werden.
Die Geschlechtsreife der Weibchen setzt bereits im Alter von drei bis vier Monaten ein. Interessant bei dieser Art ist, dass die Weibchen bereits vor der Geschlechtsreife an Artemia- oder Cyclops-Nauplien die Brutpflege üben. Die Weibchen zeigen in der Balz- und Brutpflegezeit eine ansprechende schachbrettartige Körperzeichnung.

### Rechtsvorschrift in Österreich
In Österreich sind die Mindestanforderungen zur Haltung von Fischen in der Verordnung 486 im §7 und deren Anlage 5 definiert. Siehe dazu auch den Wikipedia-Eintrag Zierfische.
Speziell für Nannacara anomala gilt zusätzlich: Die Fische müssen im Harem gehalten werden, das heißt ein Männchen mit mehreren Weibchen. Außerdem sind folgende Grenzwerte einzuhalten:
|                                  | Wert         | Anmerkung                         |
| -------------------------------- | ------------ | --------------------------------- |
| Mindestgröße des Aquariums       | 80 × 35 × 40 | Länge × Breite × Höhe in [cm]     |
| Bereich für die Wassertemperatur | 23 – 30      | Grad Celsius [°C]                 |
| Bereich für die Wasserhärte      | 0 – 15       | Grad deutscher Gesamthärte [⁰dGH] |
| Bereich pH-Wert                  | 5,0 – 8,0    | Säuregrad                         |
| Maximalwert Nitrat               | 50           | [mg/l]                            |